# Oranje pluchekruin
De oranje pluchekruin (Metopothrix aurantiaca) is een zangvogel uit de familie Furnariidae (ovenvogels).

## Verspreiding en leefgebied
Deze soort komt voor van zuidoostelijk Colombia tot noordelijk Bolivia en westelijk amazonisch Brazilië.

## Status
De grootte van de populatie is niet gekwantificeerd maar de soort wordt omschreven als schaars met een versnipperd verspreidingsgebied. Op de Rode lijst van de IUCN heeft deze soort de status niet bedreigd.

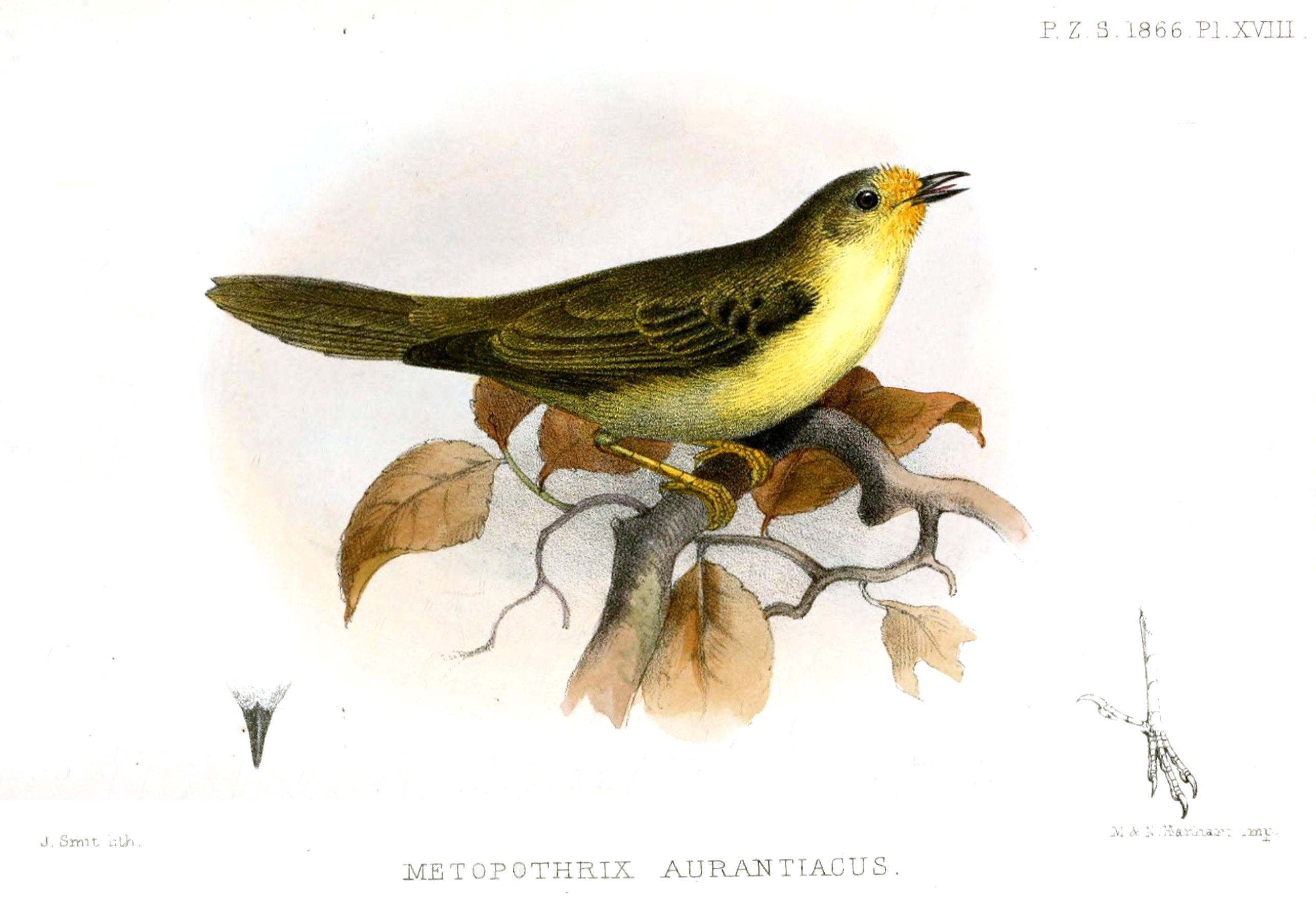
Metopothrix Aurantiacus door Joseph Smit